# Kaiserliche Marine

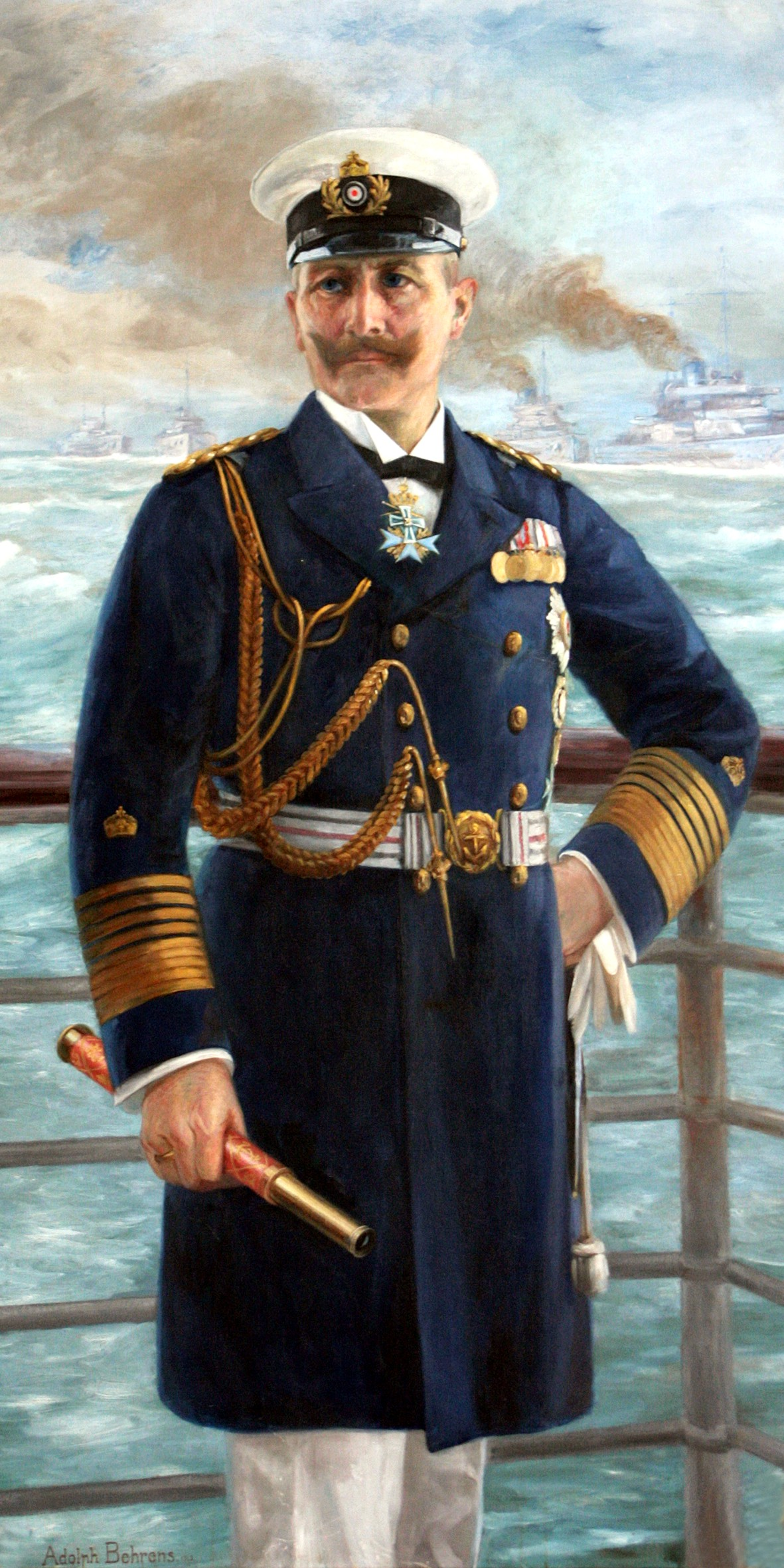
Wilhelm II. als Großadmiral (Adolph Behrens, 1913)

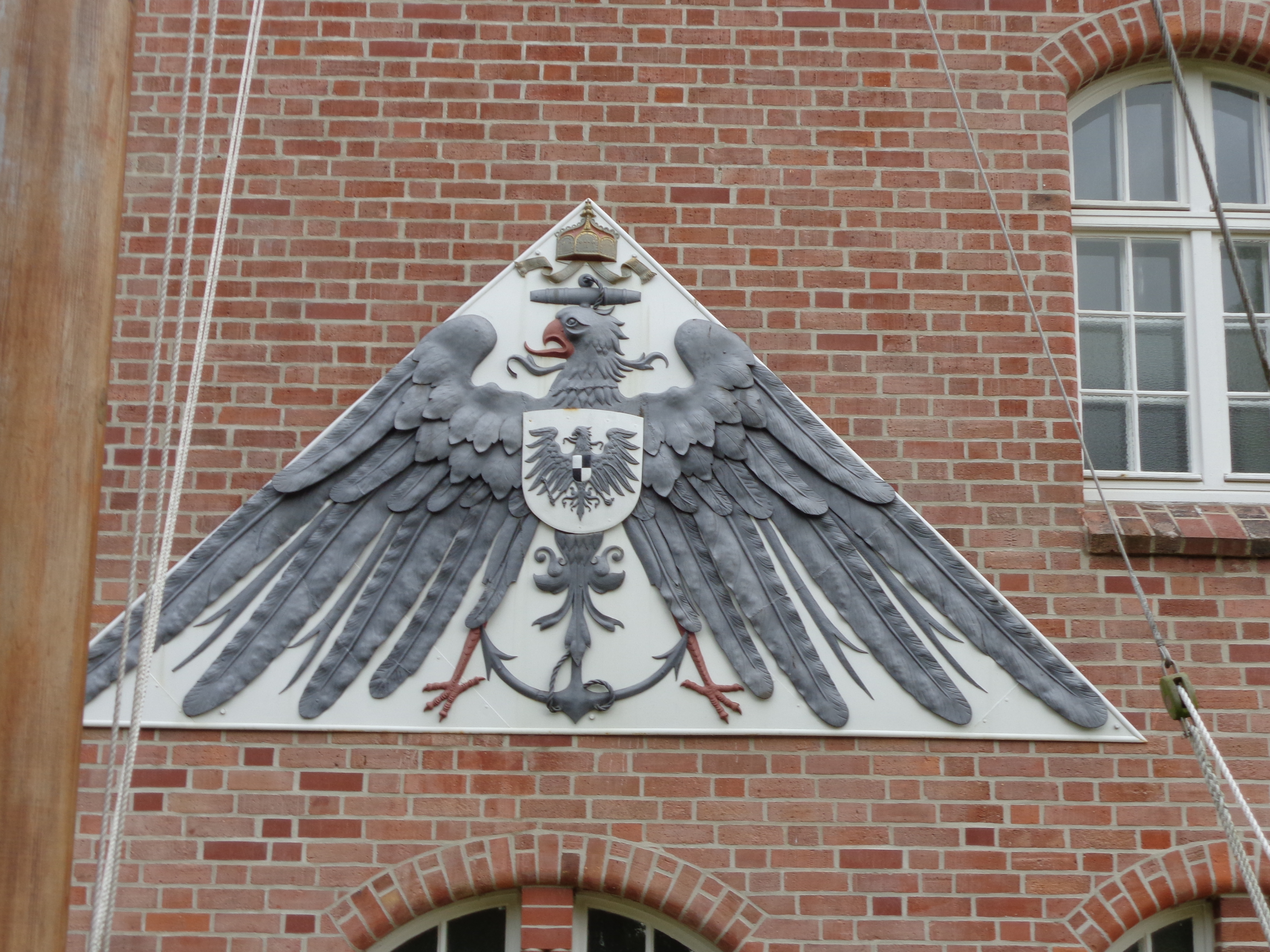
Bugzier mit Kaiserkrone, Hohenzollernwappen und unklarem Anker an der Marineschule Mürwik

Kaiserliche Marine war von 1872 bis 1918 die offizielle Bezeichnung der Seestreitkräfte des Deutschen Kaiserreiches. Ursprünglich war sie auf die Küstenverteidigung hin ausgerichtet. Ab etwa 1900 entwickelte sie sich zu einer der größten und modernsten Kriegsflotten der Welt, was durch imperiale Bestrebungen und die Marinebegeisterung des deutschen Kaisers Wilhelm II. begünstigt wurde. 1914 war die Kaiserliche Marine nach der Royal Navy und vor der United States Navy die zweitstärkste Marine der Welt. Ein Jahr zuvor hatte die Marine neben dem Heer mit den Luftstreitkräften eine eigene Fliegerstaffel erhalten. Diese enorme Aufrüstung zur zweitstärksten Marine der Welt forderte Großbritannien als führende Seemacht heraus und führte zum Deutsch-Britischen Flottenwettrüsten. Es trug zum Beginn des Ersten Weltkriegs bei.
Dass die Flotte weitgehend wirkungslos blieb, war vor allem der geopolitischen Lage der deutschen Küsten und dem Fehlen großer überseeischer Flottenstützpunkte geschuldet.
Im Weltkrieg spielten die deutschen Überwasserkräfte daher keine große Rolle. Lediglich in der Skagerrakschlacht 1916 kam es zu einem großen Schlagabtausch mit der Royal Navy, der in einem strategischen Patt endete. Die U-Boot-Kriegführung hingegen fügte der britischen Handelsmarine schweren Schaden zu, begünstigte aber durch ihre rücksichtslose Führung den Kriegseintritt der USA auf Seiten der Gegner Deutschlands.
In der Nacht vom 29. zum 30. Oktober 1918 kam es, ausgelöst durch den Flottenbefehl vom 24. Oktober 1918, an Bord von drei Schiffen zur Verweigerung des Befehls, den Anker zu lichten und auf zwei Schlachtschiffen zu offener Meuterei.
Der Kieler Matrosenaufstand gilt als Auslöser der Novemberrevolution und des Endes der Monarchie in Deutschland.

## Zur Vorgeschichte
Am 14. Juni 1848 gründete die Frankfurter Nationalversammlung mit der Reichsflotte die erste gesamtdeutsche Marine der deutschen Marinegeschichte. Diese wurde 1852/53 wieder aufgelöst.
Nach dem Deutsch-Dänischen Krieg (1864) und dem Deutschen Krieg (1866) wurde per Gesetz vom 9. November 1867 die Marine des Norddeutschen Bundes gegründet. Sie ging aus der Preußischen Marine hervor. Die übrigen Bundesstaaten des Norddeutschen Bundes hatten keine eigenen Seestreitkräfte.

## 1871 bis 1890

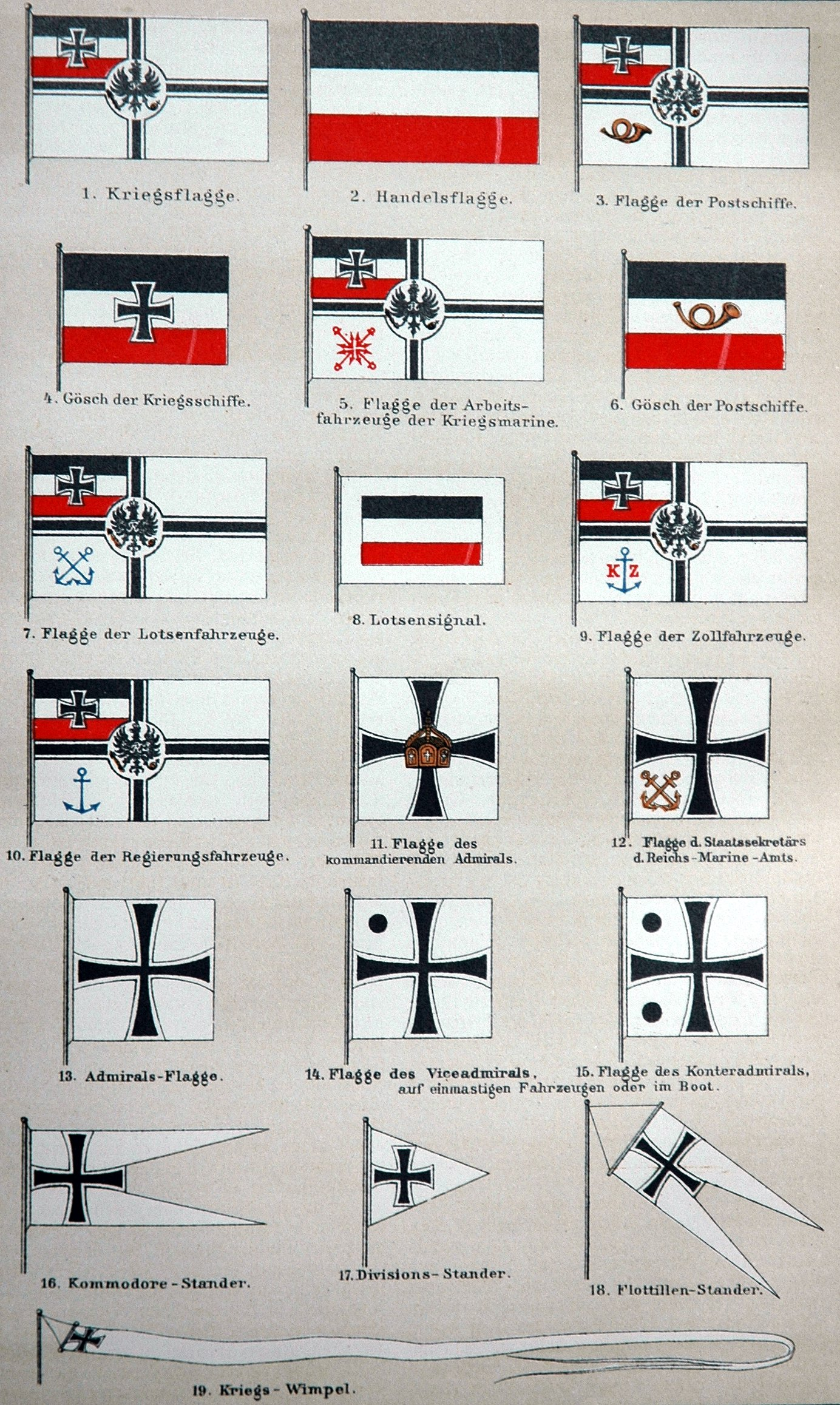
Marineflaggen des Deutschen Kaiserreichs

Die Marine lag ausschließlich in der Zuständigkeit des Reichs, wobei der Oberbefehl dem Kaiser zustand (Art. 53). Ihr Aufbau geschah zunächst nur langsam. Die Reichsverfassung vom 16. April 1871 bezeichnet die Marine des Reichs meist als Kriegsmarine, an einer Stelle aber auch als Kaiserliche Marine. Für den Marinegebrauch wurde letztere Bezeichnung am 1. Februar 1872 eingeführt. Den Schiffsnamen der Kaiserlichen Marine wurde – vergleichbar der Tradition in der britischen Marine (HMS = His/Her Majesty’s Ship) – das Kürzel S.M.S. (für „Seiner Majestät Schiff“) vorangestellt. Neben der aktiven Flotte bestand eine Seewehr als Teil der Reserve analog zur Landwehr beim Heer.
Die Kaiserliche Marine ging aus der Marine des Norddeutschen Bundes hervor. Am 1. Februar 1872 wurden deren bisherige Marinebehörden zur Kaiserlichen Admiralität zusammengefasst, deren erster Chef General der Infanterie Albrecht von Stosch wurde. Den Oberbefehl hatte der Kaiser inne.
Die „kaiserliche“ Marine wurde aus dem vom Reichstag beschlossenen Haushalt finanziert. Für den Unterhalt der Landstreitkräfte waren dagegen die Bundesstaaten zuständig.

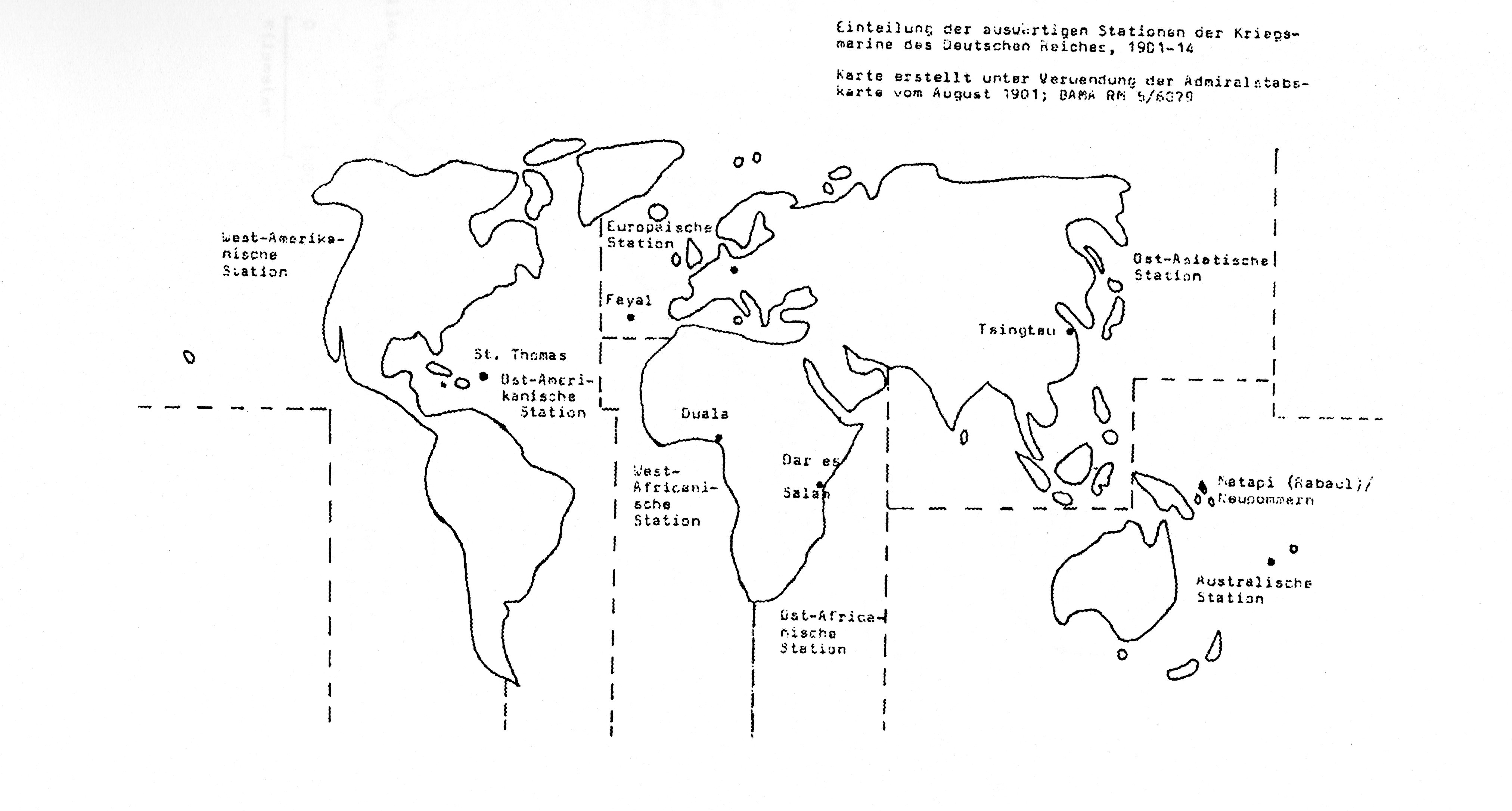
Karte der Auslandsstationen der Kaiserlichen Marine 1901–1914

Anfangs bestand die Hauptaufgabe im Küstenschutz und im Schutz der deutschen Seehandelswege. Schon bald wurden erste Auslandsstationen gegründet, die bis 1900 global ausgebaut waren:
1. Ostasiatische Station (Asien, Stationsort Tsingtau)
2. Ostamerikanische Station (Ostküste Amerikas, kein festgelegter Stationsort, logistische Standorte u. a. Saint Thomas und Newport News)
3. Westamerikanische Station (Westküste Amerikas, kein festgelegter Stationsort, logistischer Standort während des Mexikanischen Bürgerkriegs San Francisco)
4. Australische Station (Australien und Südsee, Stationsort Matupi)
5. Westafrikanische Station (Westküste Afrikas, logistischer Standort Kapstadt, eigentlicher Stationsort Duala)
6. Ostafrikanische Station (Ostküste Afrikas, logistischer Standort Kapstadt, eigentlicher Stationsort Daressalam)
7. Mittelmeer-Station (Stationsort Konstantinopel).

Die beiden amerikanischen Stationen (ursprünglich Westindische Station) waren in den 1880er/90er Jahren kaum besetzt, wurden aber zumindest im karibischen Raum regelmäßig von den Schiffsjungenschulschiffen angelaufen.

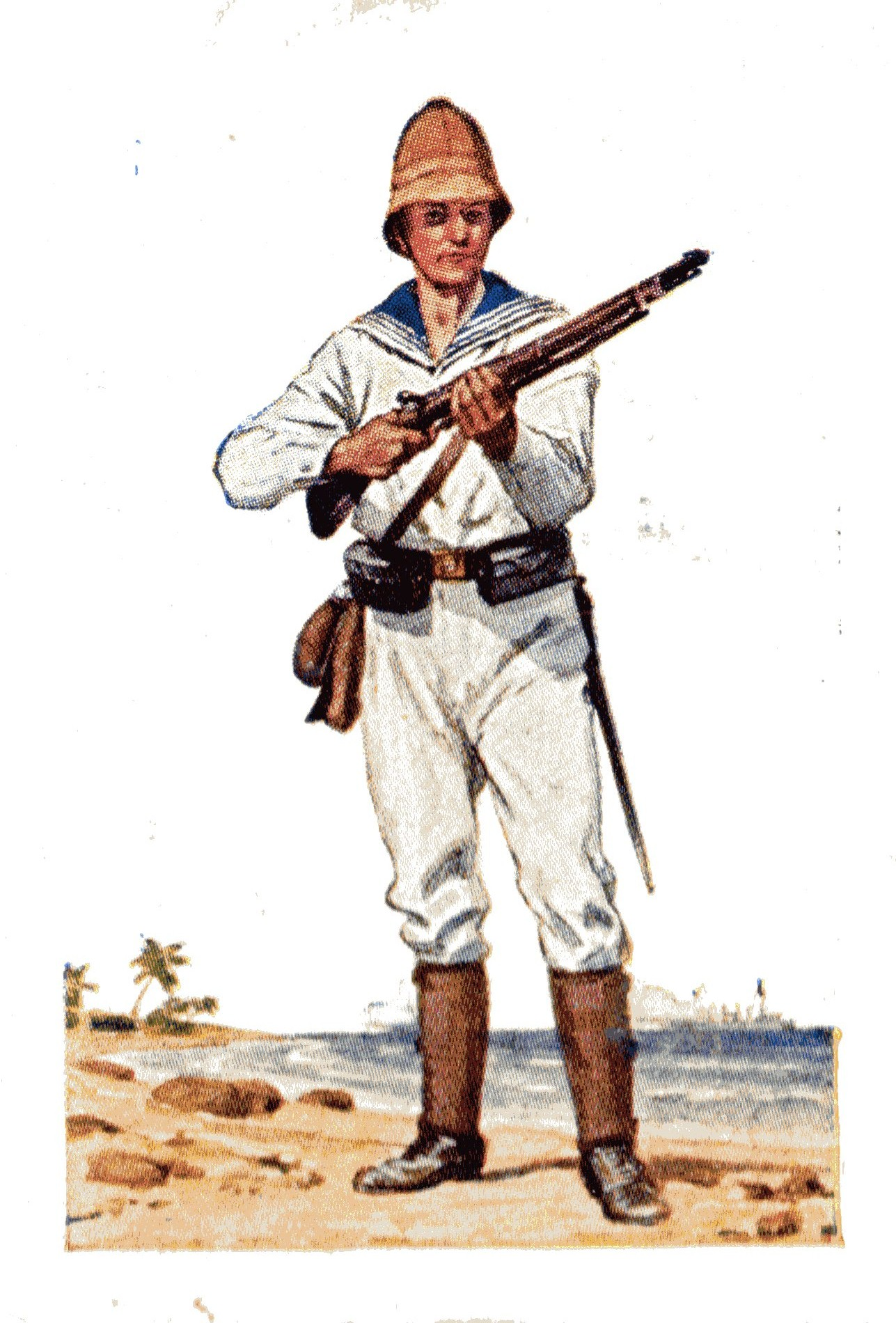
Matrose der Kaiserlichen Marine im Tropenlandungsanzug um 1910

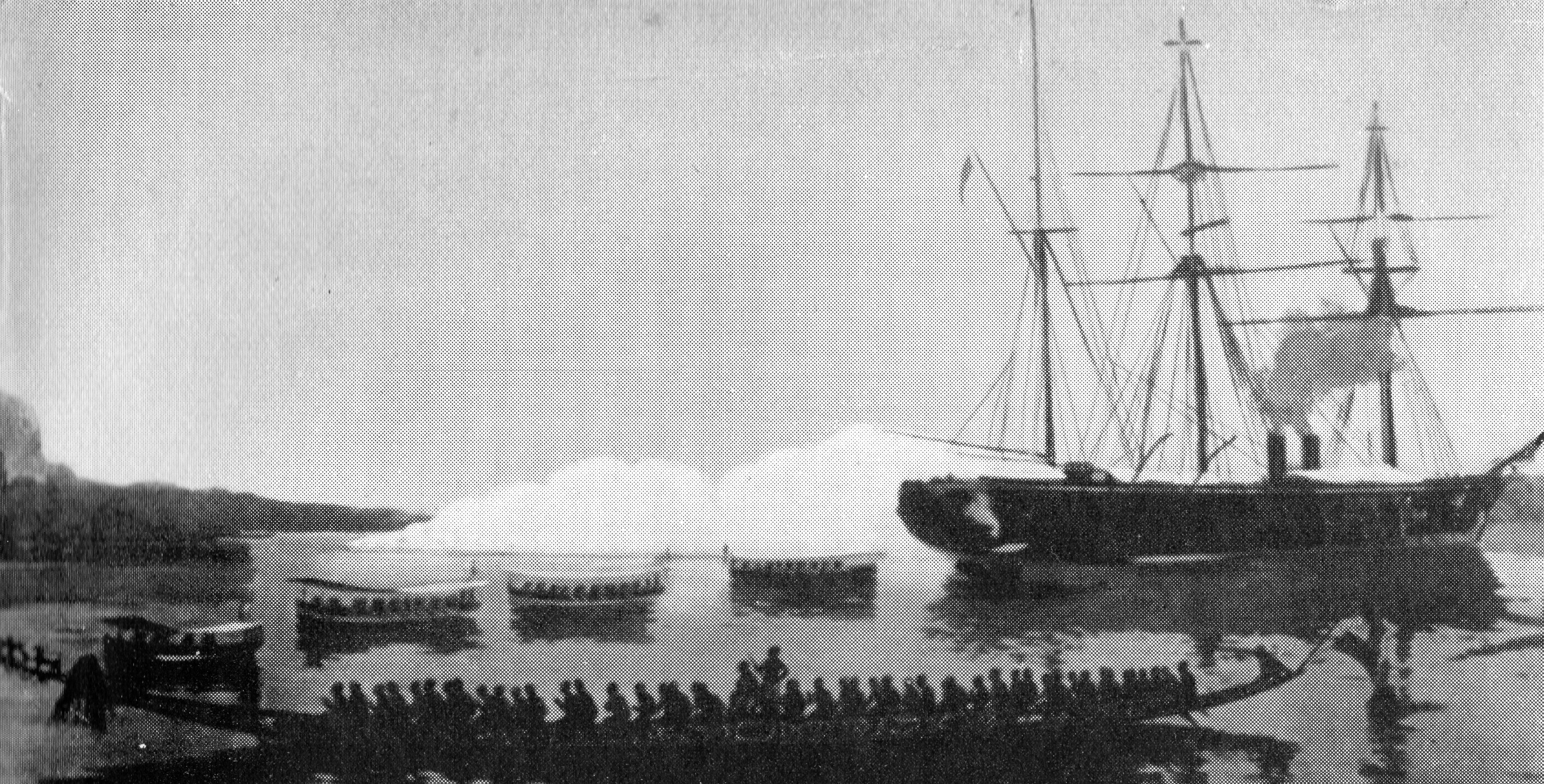
SMS Olga bei der Beschießung von Hickorytown (Duala), Kamerun, Dezember 1884

In den 1880er/90er Jahren war die Kaiserliche Marine entscheidend am Aufbau des Deutschen Kolonialreichs in Afrika, Asien und Ozeanien beteiligt. Der Kieler Hafen (an der Ostsee) und der Jadehafen von Wilhelmshaven an der Nordsee waren gemäß Artikel 53 der Reichsverfassung Reichskriegshäfen.
Zu den Aufgaben der Marine gehörte auch die allgemeine Repräsentanz des Reiches im Ausland, vor allem in Übersee. Bereits die Preußische Marine hatte, wie in der damaligen Zeit üblich, Auslandskreuzer eingesetzt, die die diplomatische Interessenvertretung Preußens und später des Reiches insbesondere gegenüber kleineren Staaten zu unterstützen hatten. Ein besonderes Beispiel für diese Form der Zusammenarbeit von Diplomatie und Marine, der klassischen Kanonenbootdiplomatie, war die sogenannte Eisenstuck-Affäre in Nicaragua 1876–1878.
Entwicklung, Bau und Ablieferung der ersten deutschen Torpedoboote (1884)
Die Schichau-Werke hatten schon Erfahrungen mit dem Bau von Torpedobooten für den Export, als die deutsche Marine den Auftrag für die Entwicklung, Konstruktion und den Bau für sechs Torpedoboote erteilte. Das vom Reichsmarineamt ausgearbeitete anspruchsvolle Bauprogramm für eine Torpedobootflotte forderte außerordentlich seefähige Schiffe mit hoher Geschwindigkeit. Die Länge sollte 37 Meter nicht überschreiten, die Boote sollten mit vier Torpedos und zwei Schnellfeuergeschützen bewaffnet werden. Das Deplacement ergab sich bei Berücksichtigung von zweckmäßigen Wohnräumen der Besatzung, der Größe des Maschinenraumes und der Bunker zu 85 Tonnen Kohle. Die Dreifach-Expansionsmaschine hatte die Leistung von 900 PSi und erfüllte die Erwartungen; bei den 1884 in der Eckernförder Bucht durchgeführten Erprobungen von Torpedobooten verschiedener Werften schnitten die „S-Boote“ von Schichau am besten ab.

## 1890 bis 1914

Zur Erinnerung an die Südamerikareise der Schiffe Kaiser, König Albert und Straßburg im Februar 1914: Postkarte mit dem Theatro Municipal (Rio de Janeiro), Brasilien

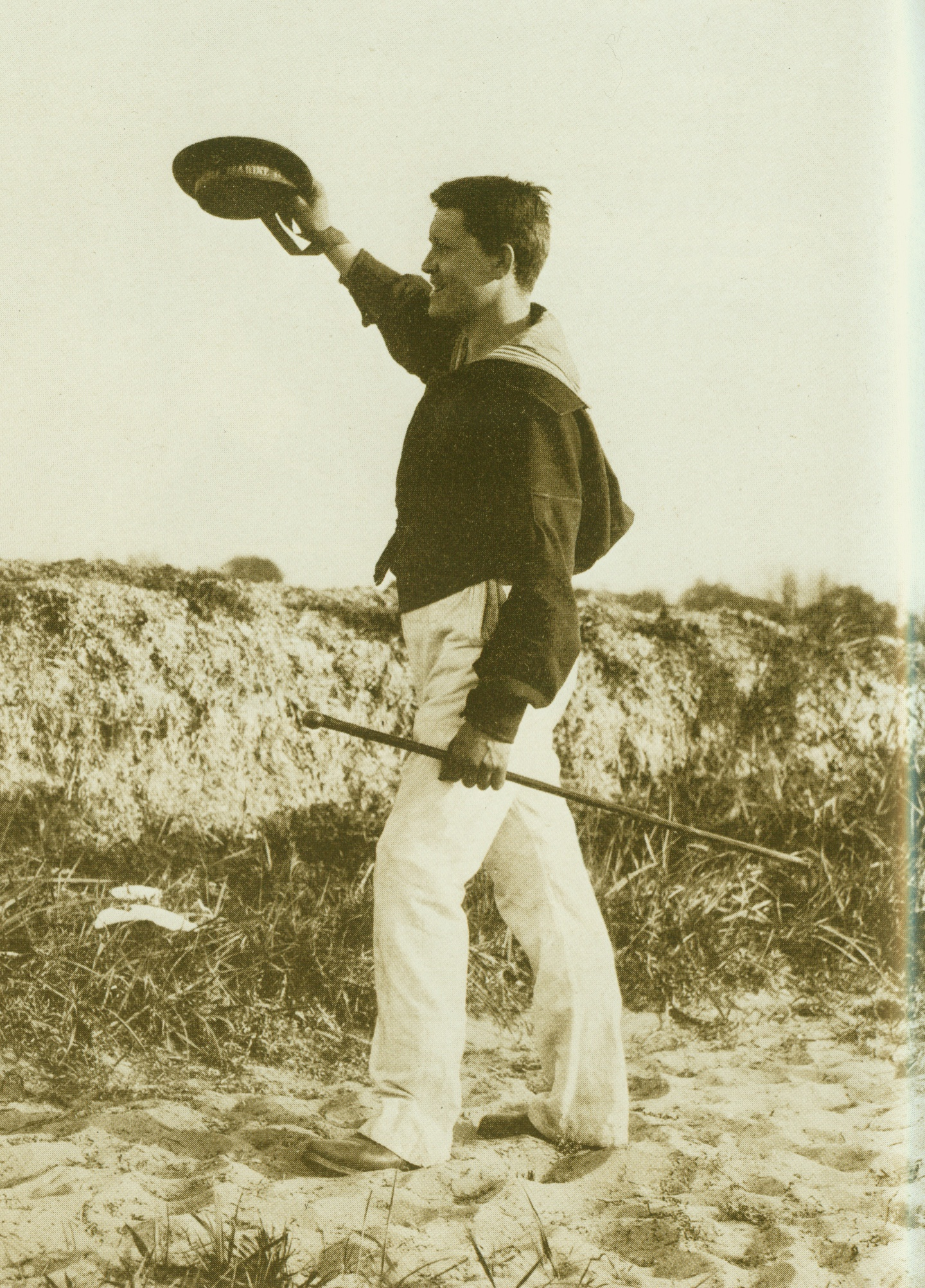
Matrose der Kaiserlichen Marine (um 1890)

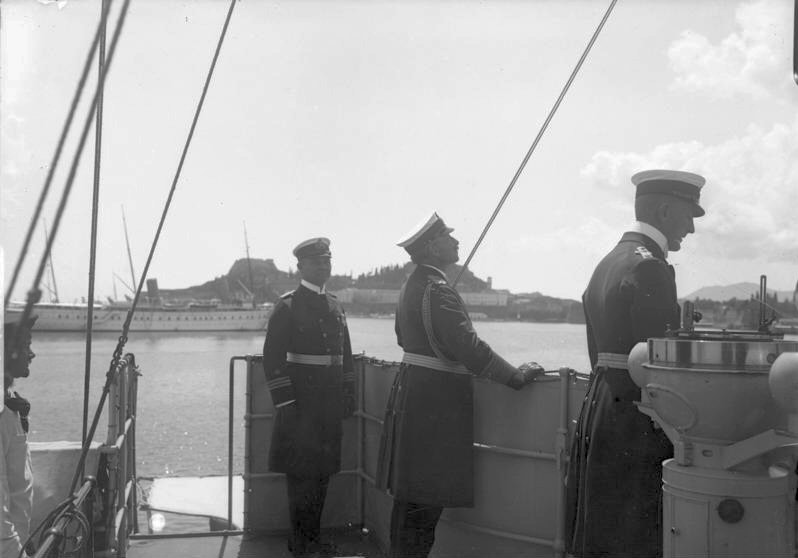
Kaiser Wilhelm II. (Mitte) an Bord des Kleinen Kreuzers Geier (1894)

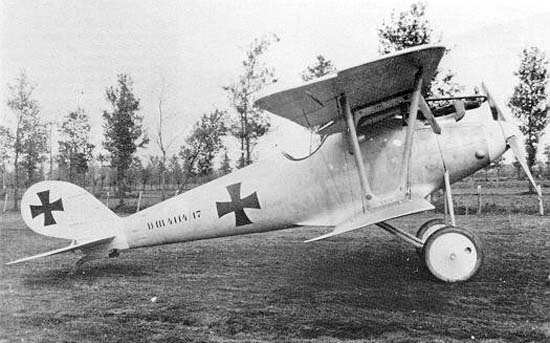
Pfalz D.III der Marine-Jasta 2

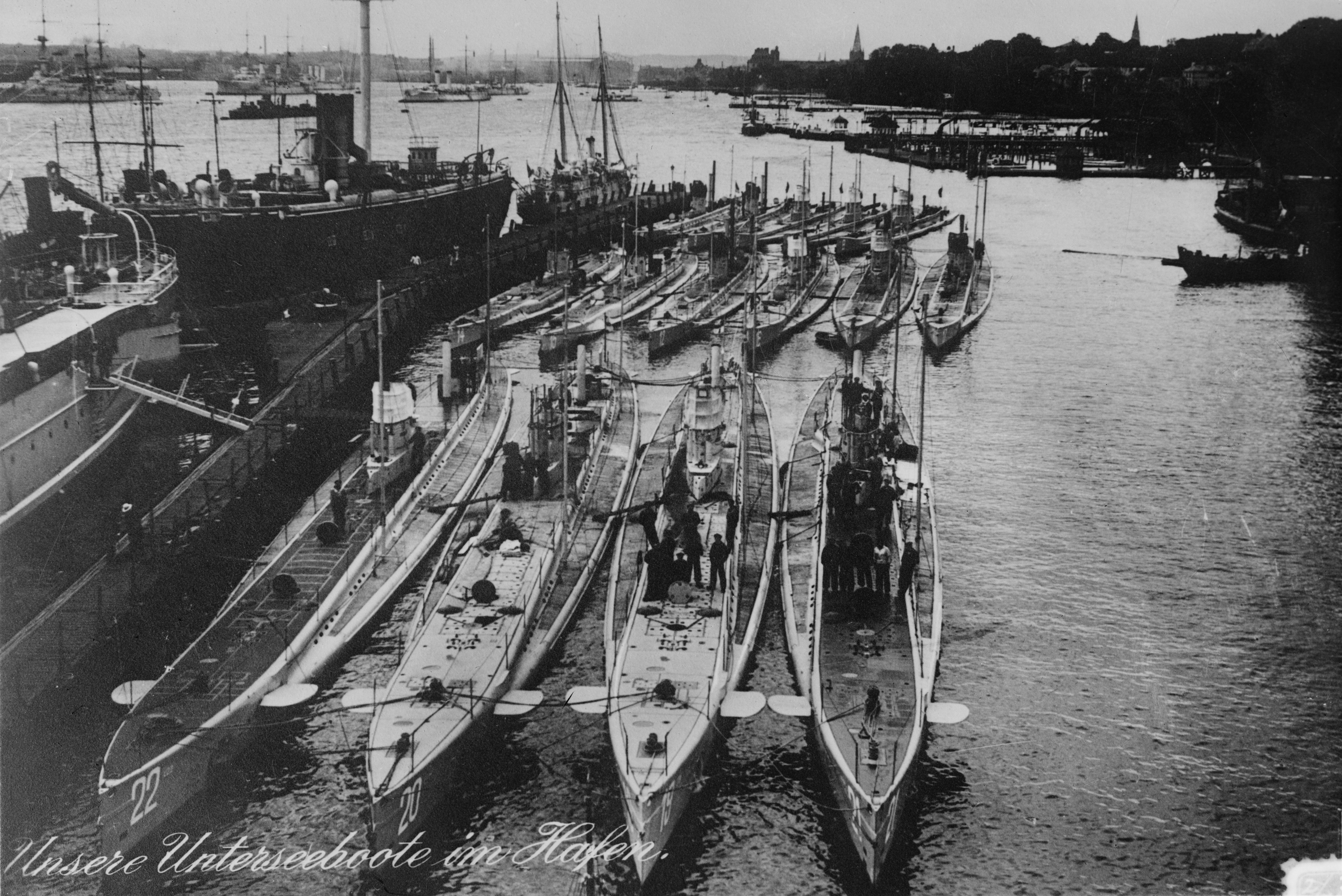
U-Boothafen in Kiel (1914)

Unter dem seefahrts- und flottenbegeisterten Kaiser Wilhelm II. (1888–1918) gewann die Marine an Bedeutung. Eine große maritime Rüstungsindustrie entstand. Der 1895 fertiggestellte Kaiser-Wilhelm-Kanal ermöglichte eine schnelle Verlegung der Seestreitkräfte zwischen Nordsee und Ostsee.
Mit der Einrichtung von Marinekabinett, Oberkommando der Marine und Reichsmarineamt änderte sich ab 1889 die Führungsstruktur. Staatssekretär des Reichsmarineamts wurde 1897 Alfred von Tirpitz.
1898 beschloss der Reichstag ein neues Flottengesetz, das den weiteren Ausbau festlegte. Das Oberkommando wurde 1899 durch den Admiralstab abgelöst, und der Kaiser übernahm erneut den Oberbefehl. Tirpitz gelang es mit seinem „Propagandachef“ Ernst Levy von Halle und dem Deutschen Flottenverein, im Deutschen Reich eine große Begeisterung für die Flotte zu erzeugen. Für eine Kontinentalmacht wie Deutschland war das keineswegs selbstverständlich.
Die Flottenrüstung war, wie auch in anderen Marinen der damaligen Zeit, von einer schnellen technischen Entwicklung gekennzeichnet. Nacheinander wurden neue Waffensysteme eingeführt, wie die Seemine, der Torpedo, das U-Boot und die Marineflieger mit Flugzeugen und Luftschiffen. Obwohl alle diese Entwicklungen bereits mit einfachen Modellen im Amerikanischen Bürgerkrieg zum Einsatz gekommen waren, war ihre Bedeutung für künftige Seekriege zunächst kaum erkannt worden. Auch bei den Schlachtschiffen kam es zu schnellen Veränderungen, die Dreadnought aus dem Jahr 1906 wird als erstes modernes Schlachtschiff angesehen, das auch auf deutscher Seite den Neubau von Schlachtschiffen erforderlich machte.
Eine Veränderung der Doktrin zu Verteidigungskrieg und Seeschlacht mündete mit dem Aufbau der Hochseeflotte in ein Deutsch-Britisches Wettrüsten. Die aus dem deutsch-englischen Gegensatz entstandene Isolierung des Deutschen Reiches hatte entscheidenden Einfluss auf den Beginn des Ersten Weltkriegs.
Eines der wesentlichen Probleme der Kaiserlichen Marine war bis gegen Ende des Ersten Weltkriegs die mangelhafte interne Koordination. Da der Kaiser selber den Oberbefehl ausübte, fehlte es an der Koordination zwischen den diversen direkt unterstellten Marinedienststellen mit direktem Vorspracherecht beim Kaiser, den sogenannten Immediatstellen, von denen es zeitweise bis zu acht gab. Dazu gehörten der Staatssekretär des Reichsmarineamts, der Chef der Hochseeflotte, die Chefs der Marinestationen.
Organisatorisch bildete die Hochseeflotte ab dem Beginn des 20. Jahrhunderts den Kern der Kaiserlichen Marine. Daneben gab es das Ostasiengeschwader, die Mittelmeerdivision und diverse Landdienststellen, wie etwa die Marinestation der Nordsee und die Marinestation der Ostsee.

### Hochseeflotte
Noch bis zum Ende des 19. Jahrhunderts war es allgemein üblich, Flotten nur in den Sommermonaten aktiv zu halten, während im Winter die meisten Schiffe aufgelegt wurden. Nach der Aktivierung im Frühjahr bedurfte es großer Übungen, um die Schiffe einsatzfähig zu machen. Zu diesem Zweck wurde in der Kaiserlichen Marine alljährlich die sogenannte Übungs- oder Manöverflotte zusammengezogen, an deren Spitze ein Admiral als Flottenchef stand. Um 1900 wurde die Übungsflotte zunächst in Schlachtflotte und 1906 in Hochseeflotte umbenannt. Ihr erster Chef war der Bruder des Kaisers, Prinz Heinrich. Die Hochseeflotte bildete den Kern der Kaiserlichen Marine.
Bei Kriegsbeginn im August 1914 betrug ihre Stärke:
| Kategorie                       | Zahl |
| ------------------------------- | ---- |
| Großlinienschiffe               | 14   |
| Linienschiffe                   | 22   |
| Küstenpanzerschiffe             | 08   |
| Große Kreuzer (Schlachtkreuzer) | 04   |
| Große Kreuzer (Panzerkreuzer)   | 07   |
| Kleine Kreuzer                  | 12   |
| Torpedoboote (im Flottendienst) | 89   |
| U-Boote                         | 19   |

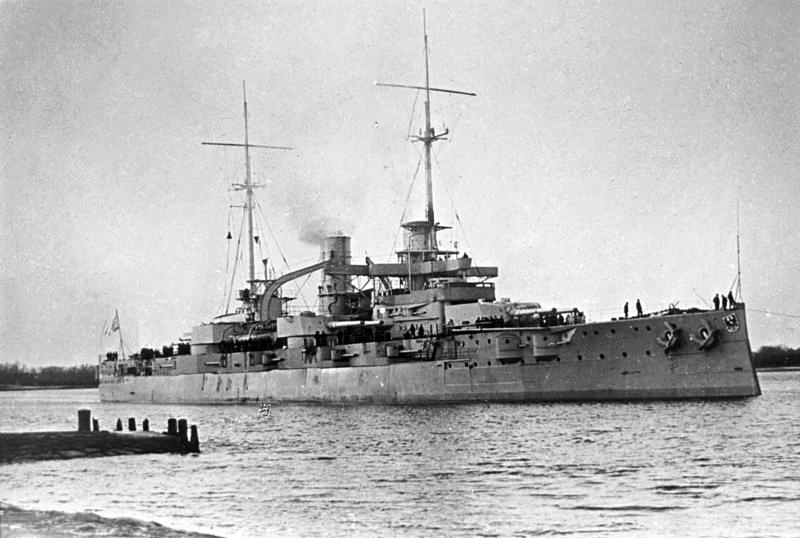
Steuerbordseite der SMS Rheinland (1910)

Die Schlachtschiffe, Linienschiffe und Küstenpanzerschiffe bildeten zu dieser Zeit sechs Geschwader, die Kreuzer bildeten fünf Aufklärungsgruppen:
Flottenflaggschiff
Friedrich der Große
| I. Geschwader              | II. Geschwader        | III. Geschwader                    | IV. Geschwader            | V. Geschwader                    | VI. Geschwader           |
| -------------------------- | --------------------- | ---------------------------------- | ------------------------- | -------------------------------- | ------------------------ |
| Ostfriesland (Flaggschiff) | Preußen (Flaggschiff) | Prinzregent Luitpold (Flaggschiff) | Wittelsbach (Flaggschiff) | Kaiser Wilhelm II. (Flaggschiff) | Hildebrand (Flaggschiff) |
| Helgoland                  | Deutschland           | Kaiser                             | Wettin                    | Kaiser Wilhelm der Große         | Heimdall                 |
| Thüringen                  | Hannover              | Kaiserin                           | Zähringen                 | Kaiser Barbarossa                | Hagen                    |
| Oldenburg                  | Pommern               | König Albert                       | Schwaben                  | Kaiser Friedrich III.            | Frithjof                 |
| Nassau                     | Schleswig-Holstein    | König                              | Mecklenburg               | Kaiser Karl der Große            | Odin                     |
| Westfalen                  | Schlesien             | Großer Kurfürst                    | Braunschweig              | Wörth                            | Beowulf                  |
| Rheinland                  | Hessen                | Markgraf                           | Elsass                    | Brandenburg                      | Siegfried                |
| Posen                      |                       |                                    |                           |                                  |                          |

| I. Aufklärungsgruppe   | II. Aufklärungsgruppe | III. Aufklärungsgruppe | IV. Aufklärungsgruppe | V. Aufklärungsgruppe |
| ---------------------- | --------------------- | ---------------------- | --------------------- | -------------------- |
| Seydlitz (Flaggschiff) | Cöln (Flaggschiff)    | München (Flaggschiff)  | Roon (Flaggschiff)    | Hansa (Flaggschiff)  |
| Moltke                 | Mainz                 | Danzig                 | Yorck                 | Vineta               |
| Von der Tann           | Stralsund             | Stuttgart              | Prinz Adalbert        | Victoria Louise      |
| Blücher                | Kolberg               | Hela                   | Prinz Heinrich        | Hertha               |
| Derfflinger            | Rostock               | Frauenlob              |                       |                      |
|                        | Straßburg             |                        |                       |                      |
|                        | Graudenz              |                        |                       |                      |

Ferner waren die Flottentorpedoboote in acht, die U-Boote in zwei Flottillen eingeteilt.
Während des Krieges wurden an großen Einheiten noch fertiggestellt:
- Kronprinz, Linienschiff
- Baden, Linienschiff (Flottenflaggschiff ab 14. März 1917)
- Bayern, Linienschiff
- Lützow, Großer Kreuzer
- Hindenburg, Großer Kreuzer

Zusätzlich zu den oben aufgeführten Einheiten gehörten zur Hochseeflotte vier Hafenflottillen mit Kleinen Kreuzern und Torpedobooten sowie 17 Sprengboote des Typs FL.

### Mittelmeerdivision
Im Oktober 1912 wurde nach Ausbruch des Ersten Balkankrieges, hauptsächlich zum Schutz deutscher Staatsangehöriger, ein Marineverband in den östlichen Mittelmeerraum entsandt. Bei Kriegsbeginn im August 1914 bestand dieser aus dem Schlachtkreuzer Goeben und dem Kleinen Kreuzer Breslau.

### Ostasiengeschwader
Das Ostasiengeschwader ging 1897 aus dem vormaligen Kreuzergeschwader der Kaiserlichen Marine hervor. Es war ein selbständiger Verband aus zwei großen und zwei kleinen Kreuzern, der in Tsingtau (heutige Schreibweise Qingdao) stationiert war und die Aufgabe hatte, deutsche Interessen im asiatisch-pazifischen Raum zu unterstützen. Nach Beginn des Ersten Weltkriegs landeten japanische Truppen in China und begannen mit der Belagerung von Tsingtau. Daraufhin versuchte das Geschwader unter Vizeadmiral Graf Spee rund um Südamerika nach Deutschland durchzubrechen. Dabei kam es vor der chilenischen Küste am 1. November 1914 zum Seegefecht bei Coronel, bei dem Spees Geschwader zwei britische Panzerkreuzer unter Vize-Admiral Christopher Cradock versenkte. Am 8. Dezember 1914 wurde das deutsche Geschwader bei den Falklandinseln durch überlegene Kräfte der Royal Navy gestellt. Sechs von acht Schiffen wurden versenkt; der Kleine Kreuzer Dresden und das Lazarettschiff Seydlitz konnten entkommen.

## Der Erste Weltkrieg

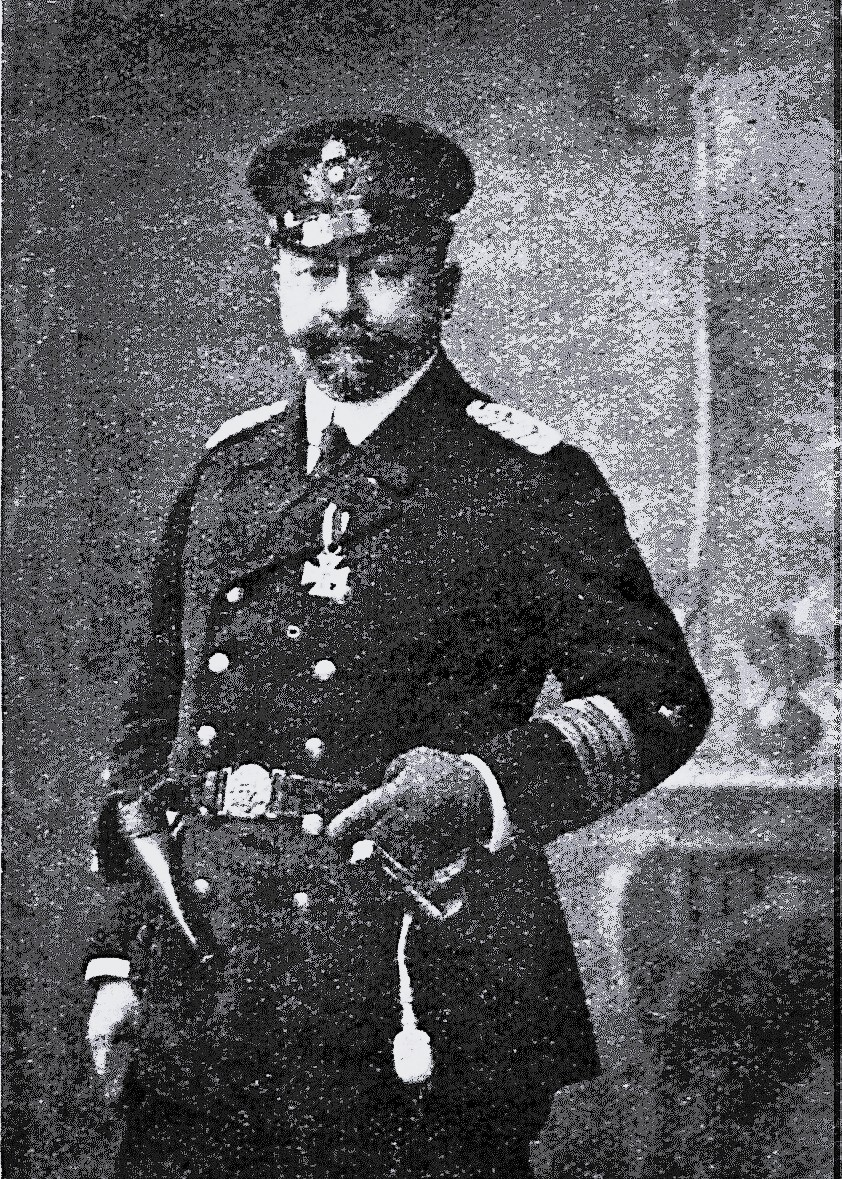
Kapitän zur See Titus Türk

### Anfangsphase (1914–1915)
Nach Beginn des Ersten Weltkriegs wurde die Kaiserliche Marine aus ihrer Friedensstärke von fast 80.000 Mann mobilisiert. Dafür stand eine im Frieden gebildete Personalreserve (Marine-Reservisten, Seewehrleute, Marine-Ersatzreservisten) von 171.500 Mann zur Verfügung.
Allerdings blieb der zunächst erwartete große Zusammenstoß der deutschen und britischen Flotte in der Nordsee aus. 
Die erste größere Konfrontation zwischen schweren britischen und deutschen Verbänden war das Seegefecht vor Helgoland am 28. August 1914. Es endete mit einer deutschen Niederlage und veranlasste die deutsche Führung zu stärkerer Zurückhaltung bei offensiven Unternehmungen. Obwohl zahlenmäßig weit überlegen, mied auch die Royal Navy eine direkte Konfrontation mit der Kaiserlichen Marine, weil keine strategische Notwendigkeit dazu bestand und weil eigene Verluste befürchtet wurden.
Stattdessen verhängte die britische Admiralität eine Blockade über die gesamte Nordsee, um das Deutsche Reich von der überseeischen Zufuhr kriegswichtiger Güter sowie Lebensmitteln abzuschneiden. Diese „Hungerblockade“, die sich rasch als sehr wirksam erwies, war von der deutschen Marineführung so nicht erwartet worden. Lediglich das in Tsingtau stationierte Ostasiengeschwader unter Admiral Graf von Spee und die beiden auf ostamerikanischer bzw. ostafrikanischer Station befindlichen Kleinen Kreuzer Karlsruhe und Königsberg genossen zumindest in den ersten Wochen und Monaten des Krieges eine gewisse Bewegungsfreiheit. Diese Schiffe erzielten gegen die verhältnismäßig schwachen Kolonialflotten der Gegner einige Erfolge. (Handelskrieg der Emden im Indischen Ozean. Aufsehen erregte das Seegefecht bei Coronel am 1. November 1914.). Nach der Vernichtung von Spees Geschwader im Seegefecht bei den Falklandinseln im Dezember 1914 gab die Kaiserliche Marineleitung jede Hoffnung auf eine globale Seekriegführung auf. Bereits im November war mit dem Fall von Tsingtau der einzige vollwertige deutsche Flottenstützpunkt außerhalb der Heimatgewässer verloren gegangen.

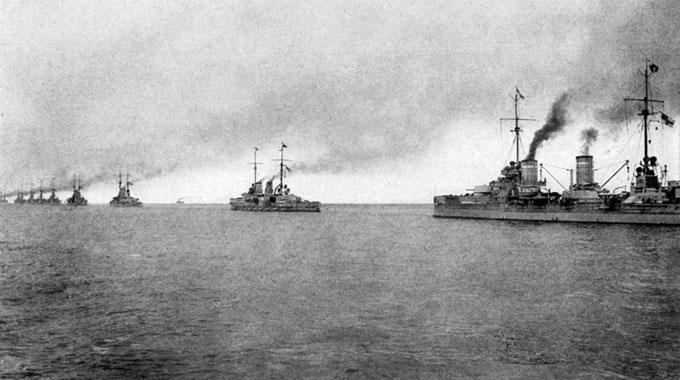
Hochseeflotte auf Übungsmarsch

Die Situation in der Nordsee blieb währenddessen nahezu unverändert. Die Führung der deutschen Flotte spekulierte auf die Möglichkeit, durch provokante Vorstöße der Hochseeflotte Richtung Norden Teile der in Scapa Flow vor Anker liegenden britischen Grand Fleet herauszulocken und niederzukämpfen. Derartige Operationen blieben während des gesamten Krieges nahezu die einzigen Einsätze der großen Linienschiffsgeschwader, die im Reichskriegshafen Wilhelmshaven stationiert waren.
Im Dezember 1914 stießen schnelle Große Kreuzer der I. Aufklärungsgruppe an die englische Ostküste vor und beschossen dort am 16. Dezember die Hafenstädte Scarborough, Hartlepool und Whitby. Die Angriffe erzielten wenig militärischen Nutzen. Es gab über hundert Tote und hunderte Verletzte. Auch blieb eine moralische Auswirkung auf die britische Bevölkerung aus. Im Gegenteil wuchs die öffentliche Meinung in England gegen Deutschland (→ Rape of Belgium) noch mehr, weil die meisten Opfer der Bombardements Zivilisten waren.
Am 24. Januar 1915 wurde ein neuer Vorstoß gewagt; das Gefecht auf der Doggerbank endete mit einer deutschen Niederlage.
Zu den wenigen großen Erfolgsmeldungen der Kaiserlichen Marine der ersten Kriegsphase gehörte die Versenkung dreier britischer Panzerkreuzer vor der holländischen Küste durch das Unterseeboot U 9 im September 1914. Die Versenkung gelang insbesondere deswegen, weil U-Boote zu dieser Zeit noch nicht als Offensivwaffen galten und die erzielten Torpedotreffer von den britischen Mannschaften zunächst für die Auswirkungen eines Minenfeldes gehalten wurden. Der Kommandant von U 9, Otto Weddigen, wurde rasch zum Kriegshelden stilisiert und die U-Boote wurden als neue „Wunderwaffe“ gegen die britische Blockade dargestellt. Bereits damals zeigte sich der geringe Wert der zwar hochgerüsteten, aber letztlich zu schwachen Hochseeflotte.
Einen eher indirekten Erfolg erzielte ein deutscher Verband, bestehend aus dem Großen Kreuzer Goeben und dem Kleinen Kreuzer Breslau, als er sich im Mittelmeer nach Beschießung von Häfen in Französisch-Nordafrika seinen britischen Verfolgern entzog und nach Konstantinopel entkommen konnte. Das Auftauchen der deutschen Schiffe trug wesentlich zum Kriegseintritt des Osmanischen Reiches auf Seiten der Mittelmächte bei.
Als Reaktion auf die britische Blockade legte die Marineführung rasch große Hoffnungen in die Wirksamkeit der U-Boote. Diese begannen mit einem zunächst streng nach dem internationalen Prisenrecht geführten Handelskrieg gegen gegnerische Schiffe in britischen Hoheitsgewässern. Im Februar 1915 entschloss sich die deutsche Führung, uneingeschränkten U-Boot-Krieg in den zum Kriegsgebiet erklärten Gewässern um die britischen Inseln zu führen. Gründe dafür waren die zunehmende Gefährdung der aufgetaucht angreifenden Boote durch U-Boot-Fallen (bewaffnete Handelsschiffe) sowie die Hoffnung auf ein rasches Ende der Blockade. Als dann im Mai 1915 der britische Passagierdampfer Lusitania einem deutschen U-Boot zum Opfer fiel, das getaucht und ohne Warnung einen Torpedo gefeuert hatte, starben fast 1.200 Menschen, darunter 128 US-Bürger. Die Lusitania-Affäre hatte weitreichende Konsequenzen: Zum einen zwang sie aufgrund der massiven internationalen Proteste die deutsche Führung zur Einstellung des uneingeschränkten U-Boot-Krieges, zum anderen drängte sie die bis dahin neutralen USA zunehmend ins Lager der Kriegsgegner Deutschlands.

### Skagerrakschlacht und uneingeschränkter U-Boot-Krieg (1916–1917)
Abgesehen von einigen Lockvorstößen in die Nordsee hatte die Hochseeflotte bis zum Frühjahr 1916 nur strategische Wirkung, im Sinne von "Fleet in Being" auf den Seekrieg. Die gegenseitige Aufklärung mittels neuer Waffensysteme (Flugzeuge, Luftschiffe) verhinderte üblicherweise, dass größere gegnerische Verbände sich tatsächlich im Gefecht begegneten. Als jedoch bei einer Gelegenheit Ende Mai 1916 diese Art der Aufklärung aufgrund der Wetterbedingungen nicht wie erwartet funktionierte, stießen im Seegebiet des Skagerrak nahezu die vollständige deutsche Hochseeflotte unter Admiral Reinhard Scheer und die britische Grand Fleet unter Admiral John Jellicoe aufeinander. Die Seeschlacht vor dem Skagerrak (englisch Battle of Jutland, Schlacht von Jütland), die überwiegend in den Abend- und Nachtstunden des 31. Mai/1. Juni 1916 ausgetragen wurde, gilt bis heute als die größte ausschließlich zwischen mit Geschützen bewaffneten Schiffen geführte Seeschlacht der Geschichte, an der mehr als 200 Schiffe beteiligt waren. Trotzdem konnte keine der beiden Seiten einen entscheidenden Vorteil erringen: Der deutschen Flotte gelang es, der Vernichtung zu entgehen und zudem den Briten hohe Verluste beizubringen, während die Briten ihrerseits die Blockade unverändert aufrechterhalten konnten. Der unentschiedene Ausgang der Schlacht belegte endgültig den geringen Wert der kostenintensiven Großkampfschiffe und lenkte das Augenmerk der Seekriegsleitung noch stärker auf die U-Boot-Waffe.
In der Hoffnung, durch eine radikale Verstärkung des U-Boot-Kriegs gegen Großbritannien endlich eine Entscheidung zu erzwingen, entschloss sich die Führung, am 1. Februar 1917 erneut mit dem uneingeschränkten U-Boot-Krieg zu beginnen: Jedes Schiff, ob feindlich oder neutral, wurde nun ohne Vorwarnung im Kriegsgebiet um Großbritannien angegriffen. Diese Art der Kriegführung führte in der Tat zu enorm hohen Schiffsverlusten (bis Jahresende 1917 über 7 Millionen BRT), aber zeitgleich auch zum Kriegseintritt der USA im April 1917 auf Seiten der Entente. Man hoffte allerdings, durch den uneingeschränkten U-Boot-Krieg eine Entscheidung zu erzwingen, bevor die wirtschaftliche und militärische Macht der Vereinigten Staaten voll zum Tragen kommen konnte.

### Letzte Unternehmungen und Ausbruch der Revolution (1917/18)

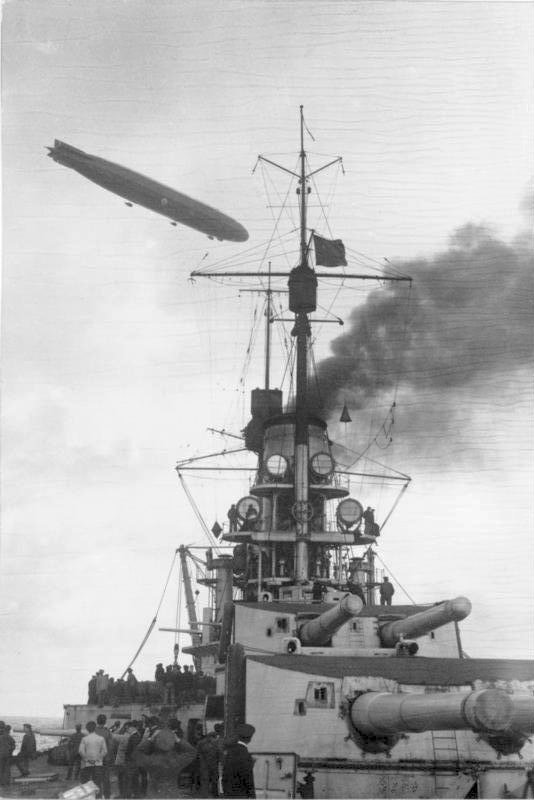
Unternehmen Albion: Großlinienschiff und Luftschiff SL 8 (Oktober 1917)

Nach der Februarrevolution 1917 in Russland verstärkte das Deutsche Reich seine Operationen gegen den Gegner im Osten. Das Unternehmen Albion im September und Oktober 1917 wurde zum letzten größeren Erfolg der deutschen Flotte. Im Zuge dieses Unternehmens kam es zur Schlacht im Moon-Sund, in der deutsche Marineeinheiten einen großen russischen Flottenverband besiegten.
In den ersten Monaten des Jahres 1918 unternahm die Hochseeflotte letzte Vorstöße in die Nordsee; diese blieben ohne größere Feindberührung. Gleichzeitig entwickelte die alliierte Führung das Geleitzugsystem, in dem die über den Atlantik fahrenden Handelsschiffe in großen, gegen U-Boot-Angriffe geschützten Verbänden zusammengefasst wurden. Dadurch gelang es, der Gefahr durch die U-Boote wirkungsvoll zu begegnen.
Als im Herbst 1918 feststand, dass der Krieg mit militärischen Mitteln nicht mehr erfolgreich beendet werden konnte, plante die Kaiserliche Marine, zu einer letzten großen Schlacht („ehrenvoller Untergang“) gegen die Royal Navy anzutreten (Flottenbefehl vom 24. Oktober 1918). Dieser „Opfergang“ wurde von den einfachen Seeleuten an Bord der Großkampfschiffe nicht mitgetragen und letztlich durch den Kieler Matrosenaufstand verhindert. Dieser mündete in die Novemberrevolution, die das Ende des Kaiserreiches bedeutete.
Die Verluste an Menschenleben der Kaiserlichen Marine im Ersten Weltkrieg werden mit 1.569 Offizieren, 8.067 Deck- und Unteroffizieren und 25.197 Mannschaften angegeben. An sie erinnert das 1936 am 20. Jahrestag der Skagerrakschlacht eingeweihte Marine-Ehrenmal Laboe bei Kiel.
Chefs der Hochseeflotte im Ersten Weltkrieg
1914–1915 Admiral Friedrich von Ingenohl
1915–1916 Admiral Hugo von Pohl
1916–1917 Admiral Reinhard Scheer
1917–1918 Admiral Franz Ritter von Hipper

### Selbstversenkung der Hochseeflotte

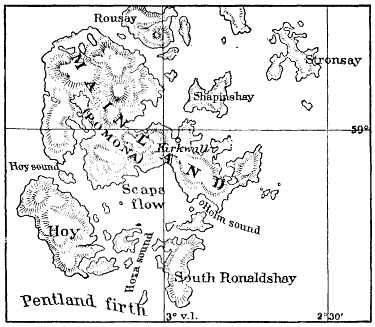
Scapa Flow

Nach Ende der Kampfhandlungen wurde die Hochseeflotte gemäß den Waffenstillstandsbestimmungen im schottischen Scapa Flow interniert. Vergeblich hatten im Januar 1919 einige schon an den Matrosenaufständen von 1917 und 1918 beteiligte Kommunisten (u. a. Ernst Wollweber) versucht, die wichtigsten Kriegsschiffe in ihre Gewalt zu bringen und statt nach Großbritannien an Sowjetrussland auszuliefern. In Scapa Flow waren die Schiffe entwaffnet worden und nur mit Notbesatzungen besetzt. Als im Sommer 1919 die Bedingungen des Versailler Vertrages und die damit verbundene Ablieferung großer Teile der Flotte an die Siegermächte bekannt wurde, ließ Konteradmiral Ludwig von Reuter die unter seinem Kommando befindliche Hochseeflotte am 21. Juni 1919 versenken. Damit war der Kern der Kaiserlichen Marine zerstört.
Mit der Selbstversenkung hatte die Marine zwar einen Teil des im Krieg und insbesondere während der Revolution verlorenen Ansehens zurückgewonnen, jedoch waren harte Konsequenzen zu tragen. Die Alliierten verlangten nicht nur die Übergabe anderer, zum Teil recht moderner Schiffe, die für die neue Reichsmarine hätten den Grundstock bilden sollen, sondern auch den größten Teil der noch bestehenden deutschen Handelsflotte.
Die durch die Versenkung unbrauchbar gewordenen Schiffe hatten noch einen großen Schrottwert. Außerdem blockierten sie die besten Ankerplätze in der Bucht von Scapa Flow. Deshalb wurden sie bis zum Zweiten Weltkrieg zum größten Teil gehoben und verschrottet. Im Wesentlichen liegen noch die Linienschiffe König, Kronprinz Wilhelm und Markgraf sowie zwei kleine Kreuzer auf Grund. Aus den Wracks wurden mehrfach hochwertiger Stahl und NE-Metalle für medizinische Geräte geborgen. Da die Materialien während ihrer Herstellung und Verarbeitung durch Schmelzen und Walzen nicht radioaktiven Partikeln während der Zeit der oberirdischen Nukleartests ausgesetzt waren, eignen sie sich gut zum Bau derartiger Messgeräte.

## Bilanz

Max Reichpietsch auf einer DDR-Briefmarke (1967). Der Matrose des Großlinienschiffs Friedrich der Große war im Herbst 1917 wegen Meuterei zum Tode verurteilt und erschossen worden.

Hatte die Marine in den Einigungskriegen von 1866 und 1871 noch keine praktische Rolle gespielt, so wurde sie in den Folgejahren den Bedürfnissen des Reiches entsprechend aufgebaut. Nach Bismarcks Entlassung 1890 begann unter Kaiser Wilhelm II. und Tirpitz das große Flottenwettrüsten, das eine der wesentlichen, jedoch nicht die einzige Ursache des Ersten Weltkriegs war. Es war ein Element einer verfehlten Bündnis- und Rüstungspolitik. Tirpitz’ Idee der sogenannten „Risikoflotte“ (ein Seekrieg mit Deutschland sollte für Großbritannien ein so großes Risiko darstellen, dass es einen solchen nicht wagen würde), war mit Kriegsbeginn gegenstandslos geworden. Für ein reales Kräftemessen mit der Royal Navy war die Hochseeflotte niemals stark genug. Paradoxerweise erwiesen sich die zu Kriegsbeginn 1914 schwächsten Teile der Marine letztlich als die wirkungsvollsten – nämlich die unabhängig operierenden Kleinen Kreuzer, das Ostasiengeschwader und die erst im Aufbau begriffene U-Boot-Waffe. Dass die deutsche Marineführung dies – zu spät – erkannt hatte, beweist die Tatsache, dass die während des Krieges begonnenen bzw. im Bau befindlichen schweren Einheiten (Schlachtschiffe der Bayern-Klasse; Schlachtkreuzer der Mackensen-Klasse) zugunsten des U-Boot-Baues nicht mehr fertiggestellt bzw. gar nicht mehr begonnen wurden.
Technisch gesehen waren die moderneren Großkampfschiffe der Flotte ihren britischen Pendants bei vielen Parametern ebenbürtig, bei anderen erheblich im Vorteil, wiesen aber entscheidende Schwächen auf: Sie waren deutlich schwerfälliger und ihre Geschütze verfügten noch über das im Verhältnis unzureichende Kaliber von 30,5 cm, als britische Schlachtschiffe längst mit 38-cm-Geschützen bewaffnet waren. Einen echten Vorsprung wiesen die Schiffe lediglich in ihrem äußerst effektiven Panzerschutz auf, der zum Markenzeichen des deutschen Großkampfschiffbaues wurde. Die Standfestigkeit war auch der Hauptgrund für die verhältnismäßig geringen Verluste der Kaiserlichen Marine in der Skagerrakschlacht. Der U-Boot-Bau hingegen führte rasch zu enormen technischen Weiterentwicklungen in den Bereichen Antrieb, Druckfestigkeit, Reichweite und Manövrierfähigkeit, was zur Effektivität der deutschen Boote in der zweiten Phase des Krieges entscheidend beitrug. Alliierten Unterseebooten waren die deutschen weit überlegen.
Die in der Kaiserlichen Marine mit zunehmender Dauer des Krieges und Untätigkeit der Flotte wachsende Kluft zwischen Offizieren und Mannschaften resultierte bereits ab 1917 in zahlreichen Disziplinschwierigkeiten an Bord, die sich teilweise zu regelrechten Meutereien auswuchsen (Max Reichpietsch, Albin Köbis). Das in der Royal Navy selbstverständliche Bestreben der Schiffsführungen, den einfachen Seeleuten Erleichterungen und Abwechslungen im stupiden Bordalltag zu verschaffen, war der Kaiserlichen Marine völlig fremd.
Einige Traditionslinien der Kaiserlichen Marine haben über Reichs- und Kriegsmarine hinaus Bestand bis heute: Dazu gehören die Benennung von Schiffen nach Regionen und Städten, Gemeinsamkeiten in der Uniformierung und die bewusste Erinnerung an einzelne Schiffe und Marineangehörige. Populärstes Beispiel ist der Kreuzer Emden, der aufgrund seines Erfolges in der Kreuzerkriegführung im Indischen Ozean und vor allem der dabei dem Gegner erwiesenen Ritterlichkeit einen besonderen Bekanntheitsgrad besitzt.

## Soziale und nationale Bedeutung
Aus dem Blick geraten ist die enorme Bedeutung der Kaiserlichen Marine für die soziale Entwicklung in Deutschland. Während die Führung der Preußischen Armee im Wesentlichen dem Adel vorbehalten war, brauchte die schon für damalige Verhältnisse hochtechnisierte Flotte „technische Intelligenz“, die der soldatische Adel nach Natur und Zahl nicht stellen konnte. So war das Offizierkorps der Kaiserlichen Marine von Anfang an eine bürgerliche Domäne – was Kaiser Wilhelm wusste und förderte. Mit der Ausbildung an der Marineakademie und -schule (Kiel) und ab 1910 an der Marineschule Mürwik wurden die Offiziere in die aristokratisch geprägte Führung der Streitkräfte hereingenommen. So war die Marine im Bürgertum wesentlich fester „verankert“ als die Armee. Der Leutnant zur See stand in höherem Ansehen als der Hochschullehrer. Neuere Forschungen zeigen, dass der bürgerliche Hochmut ein tiefer Grund des Kieler Matrosenaufstands war: Das aufstrebende Bürgertum spielte Adel und ließ die Unteroffiziere und Mannschaften seine Geringschätzung spüren.
Hinzu kommt noch ein bedeutsamer Umstand: Die Marine stand auch im Frieden unter Allerhöchstem Befehl und sie allein war gesamtdeutsches Militär. Nicht das Reich, sondern die vier Königreiche hatten eine eigene Armee. Die Preußische Armee mit dem XIV. Armee-Korps im Großherzogtum Baden, die Bayerische Armee, die Sächsische Armee und die Württembergische Armee bildeten das Deutsche Heer. Im Krieg unterstand es dem Kaiser als Obersten Kriegsherrn. So förderte die Marine den nationalen Einheitsgedanken.

## Filme
- Graf Dohna und seine Möwe
- Der magische Gürtel
- S.M. Hilfskreuzer „Wolf“